# Безант (монета)

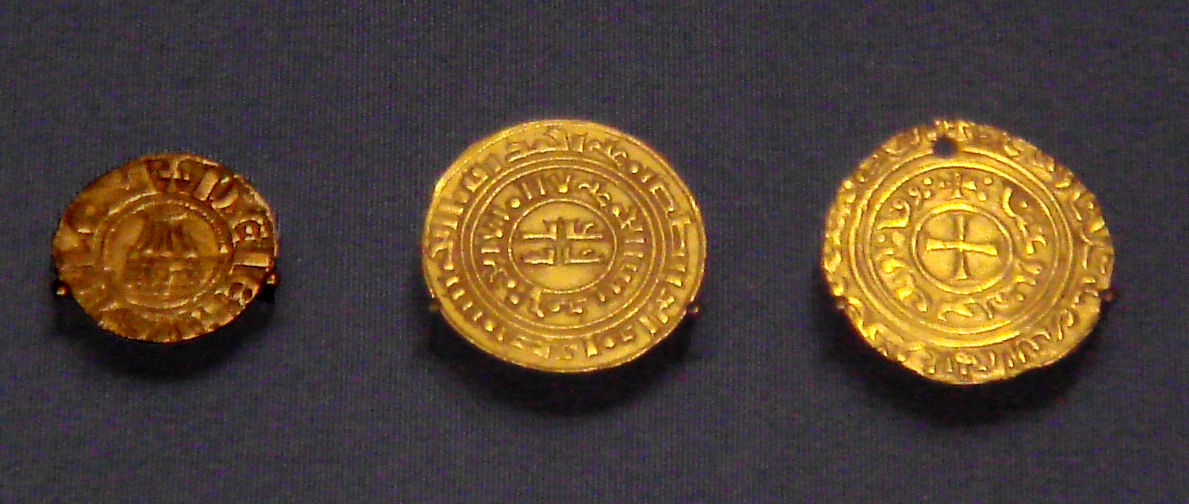
Монеты Иерусалимского королевства

Безант, бизантин, византин (фр. bezant, лат. besantius, лат. byzantii) — в X—XIII веках западноевропейское название византийского солида и других золотых монет восточных государств. Термин происходит от греческого слова «Византия», древнего названия Константинополя, столицы Византийской империи. В широком смысле обозначает золотые монеты или деньги вообще в западноевропейских средневековых документах. Также — название гербовой фигуры в геральдике.
Греческое название этой монеты — номизма или номисма (др.-греч. νόμισμα — монета, от νόμος — закон), а её разновидностей — номисма стамена (гистаменон), номисма иперпир (иперпир) и номисма тетартерон (тетартерон).

## Название

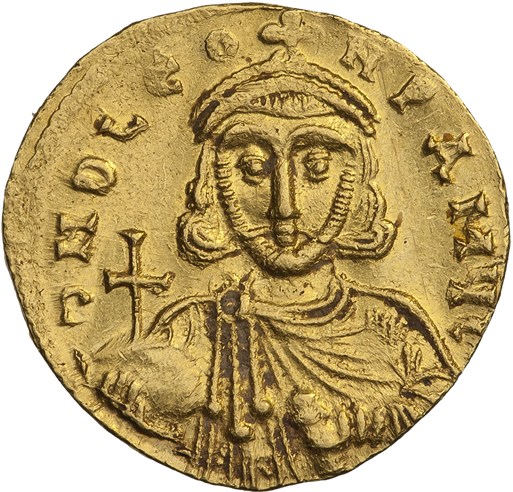
Погрудный портрет Льва III, в фас (en face); с короткой бородой; в короне и хламиде. В правой руке держава с крестом, в левой — акакия. (Аверс)

Название происходит от латинизированной формы оригинального греческого названия относительно небольшого города Византий Βυζάντιον («Byzantion»), который в IV веке стал столицей Восточной Римской империи и переименован позже в Константинополь, по приказу римского императора Константина Великого. Название «безант» впервые употреблено папой Римским Иоанном VIII в 870-х годах.

## Описание
Византийская империя была одним из основных источников золотых монет со времён Константина.
Золотые монеты, в отличие от серебряных и бронзовых, не чеканились обычно в раннем средневековье в Западной Европе. Редко золотые монеты были используемы при осуществлении выплат в особых случаях, или для того чтобы оказать знак уважения. Во Франции, безант употреблялся в торжественных случаях. В день коронации, за обедней, французский король должен был жертвовать тринадцать безантов.

Византийские золотые монеты высоко ценились, как и позже монеты, отчеканенные в исламских халифатах. Первые безанты были византийскими солидами. Позже этот термин также распространился на золотые динары, которые чеканились в исламских халифатах и назывались сарацинский безант (byzantii saracenati), также по образцу солида. По образу византийского солида в Иерусалимском королевстве (XII век) и в Латинской империи (XIII век) начали чеканить собственные золотые монеты. На Кипре чеканились серебряные безанты, получившие название «белый безант» (byzantii albi). Вес безанта за период его хождения менялся: от 3,2 грамма до 4,55 грамма.

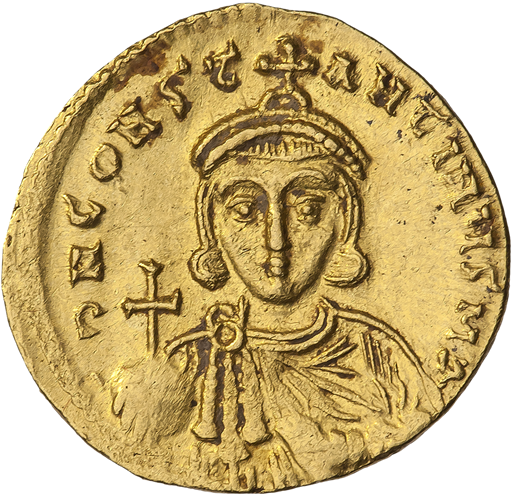
Погрудный портрет Константина V (сын Льва III), в фас (en face); без бороды, в короне и хламиде; в правой руке держава с крестом, в левой — акакия. (Реверс)

Термин «безант» использовался венецианцами для обозначения египетских золотых динаров. Марко Поло упоминал безант в отчётах своего путешествия в Восточную Азию при описании денег империи Юань. Его описания были основаны на соотношении 1 безант = 20 гроутов = 133 ⅓ турских грошей. Чеканка золотых монет была вновь введена в Европе в 1252 году, когда во Флоренции и Венеции начали чеканить золотые монеты, известные как флорины и дукаты.
До появления флоринов и дукатов — основная золотая торговая монета, особенно в торговле со странами Ближнего Востока. На восточнославянские земли попадал редко.

## В геральдике
В геральдике безант — геральдическая фигура. Его изображают в виде золотого (жёлтого) или серебряного (белого) круга, олицетворяющего деньги и богатство. Как и большинство геральдических фигур, безант происходит со времён Крестовых походов, когда западные европейцы познакомились с византийскими золотыми монетами высокого качества.

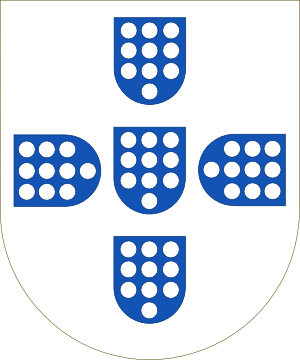
Старый герб Португалии
Герб герцогов Корнуолльских
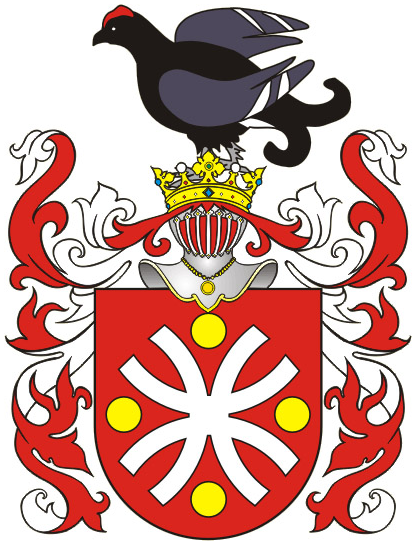
Геральт (герб)
Герб Меко
Герб Аджарии
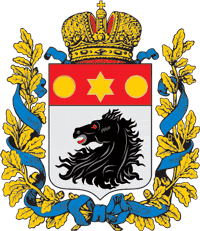
Герб Харьковской губернии